# Mirador del Río
Mirador del Río is een uitzichtpunt op het Spaanse eiland Lanzarote. Het bevindt zich op 475 meter hoogte in een vroeger artillerie-garnizoenspost op de noordelijke punt van het eiland.
Het werd in 1973 ontworpen door de kunstenaar César Manrique met medewerking van Jesús Soto en de architect Eduardo Caceres. Het bouwwerk (dat onder meer een souvenirshop en een café bevat) en de parkeerplaats zijn rond van vorm. Vanuit het bovenste terras heeft men uitzicht op de kliffen en zoutvlakten van de kust en het nabijgelegen eiland Graciosa.
Er wordt (in 2022) een toegangsprijs van €5 gevraagd om het gebouw te bezoeken.
De locatie is met de auto bereikbaar via de LZ-202 en LZ-203.

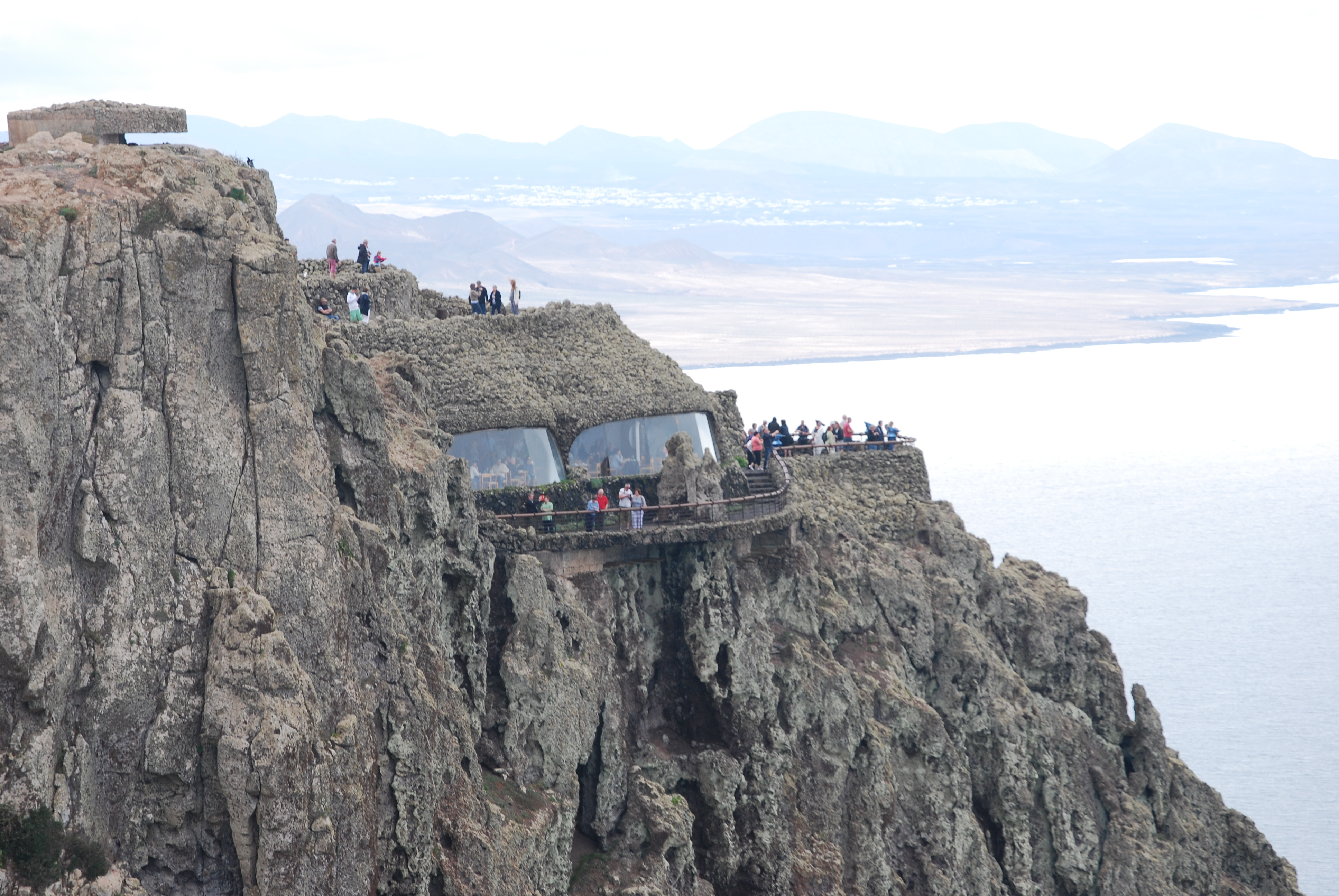
Zicht op het platform Mirador del Río
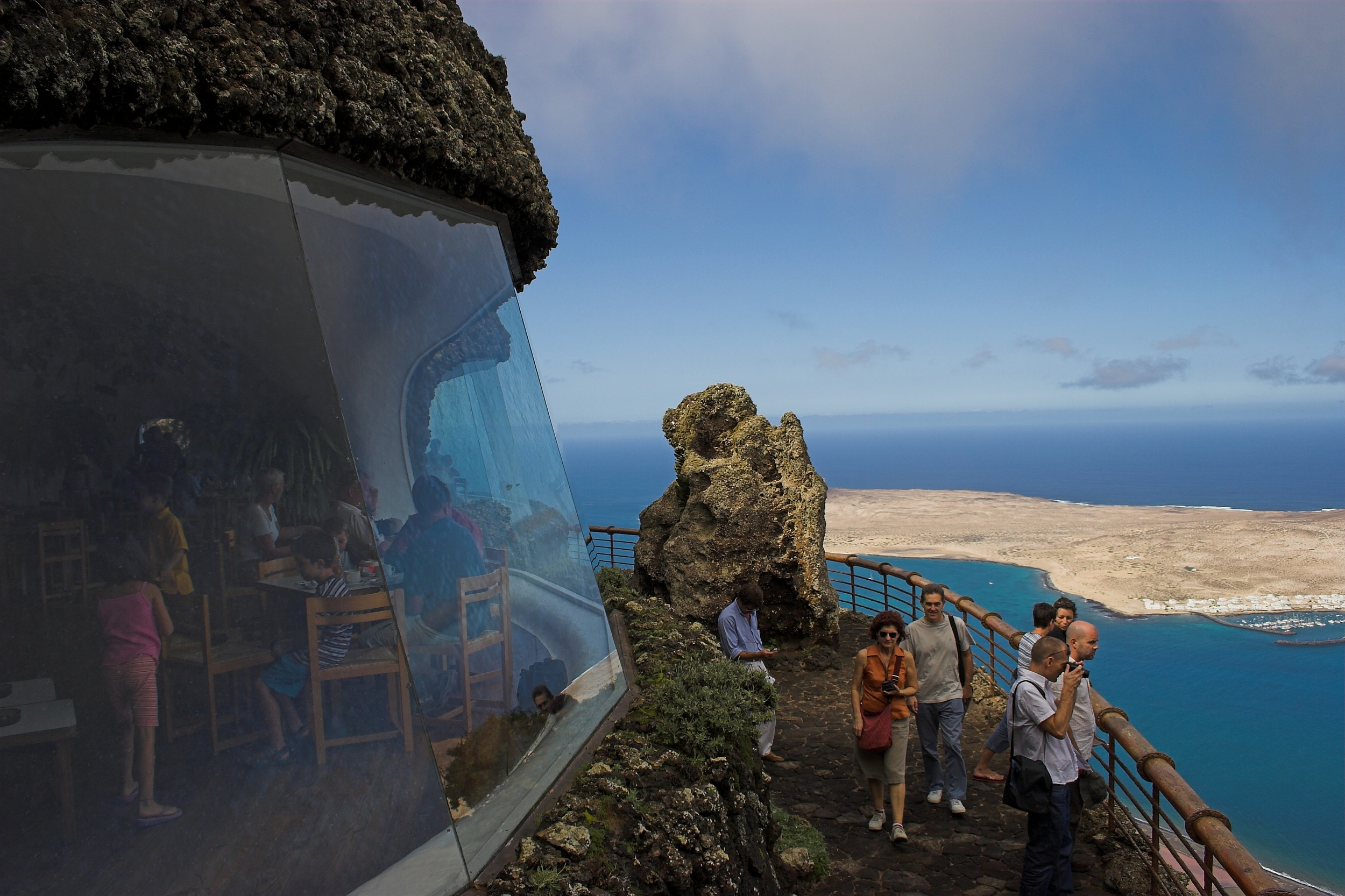
Mirador del Río en Graciosa
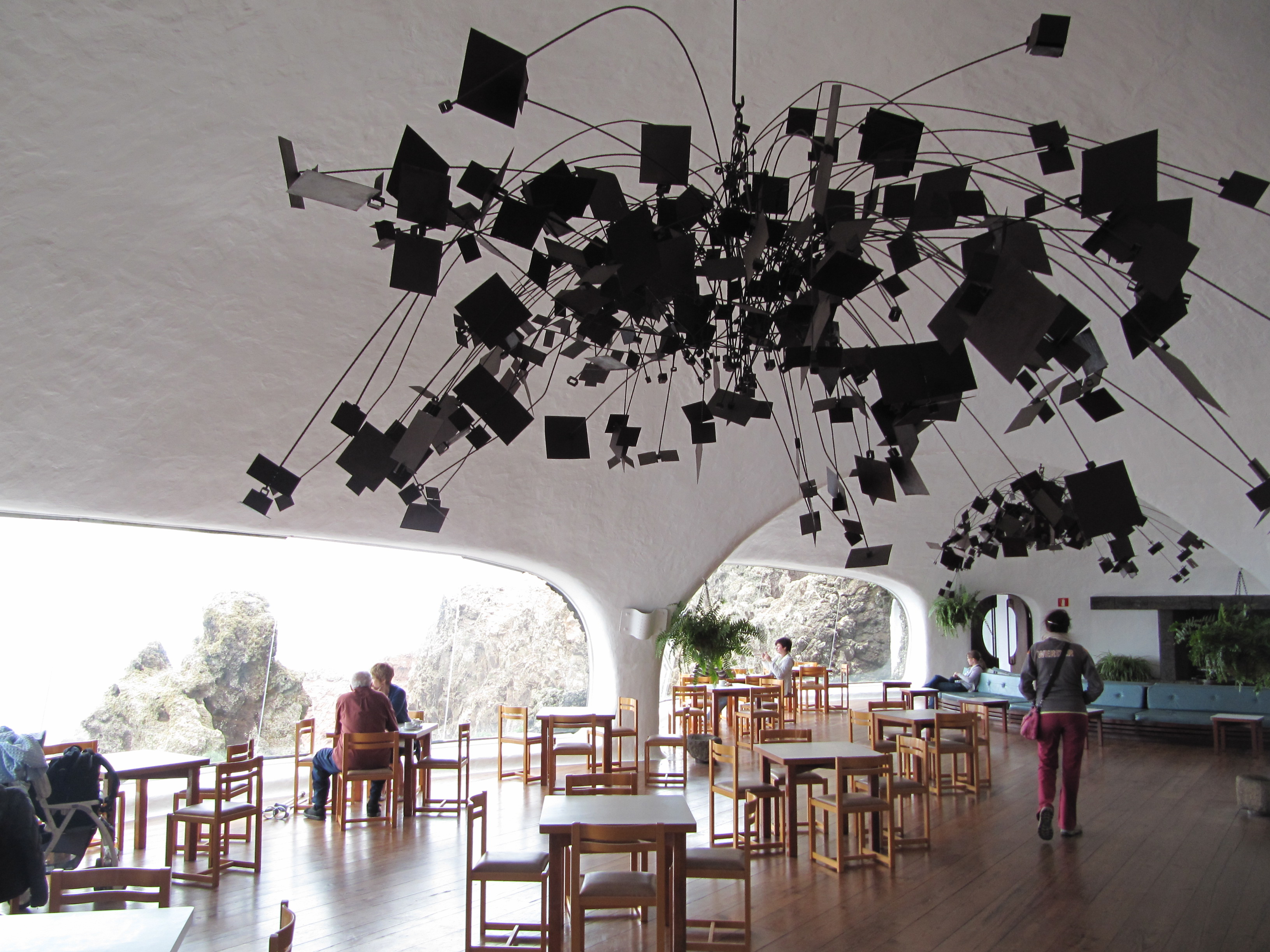
Interieur van het café